# Pierre Mertens
Pour les articles homonymes, voir Mertens.
Pierre Mertens, né le 9 octobre 1939 à Berchem-Sainte-Agathe (Brabant) et mort le 19 janvier 2025 à Watermael-Boitsfort (Bruxelles), est un écrivain belge de langue française, professeur d’université, avocat, poète et critique littéraire au quotidien Le Soir.
En 1989, il est élu membre de l'Académie royale de langue et de littérature françaises de Belgique et nommé chevalier de l'Ordre des Arts et des Lettres de la République française.
Il est en outre docteur en droit, spécialiste du droit international, directeur du Centre de sociologie de la littérature à l'université libre de Bruxelles.
En 2009, il reçoit le prix Prince-Pierre-de-Monaco pour l'ensemble de son œuvre.

## Biographie
Né de père résistant et de mère juive, il a vécu la Seconde Guerre mondiale comme « enfant caché », révélation qu'il a faite lors de son 70e anniversaire, le 9 octobre 2009, dans un entretien au journal Le Soir.
À 11 ans, Pierre Mertens écrit déjà de petites pièces pour les fêtes scolaires. Avec le problème algérien, il s'éveille à la « conscience politique ». Tandis qu'il étudie à l'Athénée d'Etterbeek, il entreprend une autobiographie en plusieurs tomes. Il se forme à l'Université libre de Bruxelles pour y étudier le droit.
Influencé par Franz Kafka, Mertens commence à publier romans et nouvelles en 1969 et reçoit le prix Médicis en 1987 pour Les Éblouissements. Il poursuit néanmoins ses activités de juriste, attentif aux combats pour les Droits de l'homme. En 1989, il entre à l'Académie royale de langue et littérature de Belgique. Il est également nommé Chevalier de l'Ordre des Arts et des Lettres de la République française.

## Art d'écrire
Reconnu et engagé, Pierre Mertens amoureux des littératures, notamment allemande et française, a réfléchi sur la fonction sociale de l'écrivain. Pour lui, vie privée, fiction et Histoire paraissent indissociables. C'est ainsi qu'il accorde une place centrale à la mémoire : le romancier trouve la matière de son œuvre dans un passé personnel et historique. Lui-même est particulièrement marqué par les activités de ses parents (un père journaliste et mélomane, une mère biologiste et pianiste), par l'occupation allemande, l'exécution des Rosenberg ou encore la tragédie des mineurs du Bois du Cazier à Marcinelle en 1956. Plus tard, l'observateur du droit international dénoncera le génocide au Biafra, la torture en Irlande et les prisons de Pinochet.
Dans ses romans, on retrouve, d'une part, l'influence de la musique par les leitmotivs qui les traversent (la figure du tigre, par exemple). Il est aussi l'auteur d'un livret d'opéra, La Passion de Gilles (1982). D'autre part, ses voyages et sa formation universitaire lui permettent une ouverture à un univers plus large que son pays. Dans Les Bons offices (1974) et Terre d'asile (1978), par exemple, l'histoire belge est présentée sous le regard d'un étranger et prend un sens nouveau. Mertens voit d'ailleurs dans son pays une synthèse fascinante des problèmes européens.
Sur fond d'Histoire, les personnages de Mertens se reconstruisent après une cassure, une rupture, une tragédie. L'écriture fait entendre ce déchirement par la structure et le style : monologues délirants avec ellipses temporelles pour dire les contradictions de l'individu dans le monde.
Le message de Mertens est cependant positif : le doute est fécond, il ne doit jamais être source de résignation et il faut préférer l'homme de terrain aux cyniques. Quant à la littérature, son rôle est primordial dans la lutte contre l'obscurantisme :

« Je m'en remets à la culture pour nous sauver. Le droit à la littérature est un droit de l'homme. »

— P. Mertens
Pierre Mertens déclencha la controverse et le battage médiatique dans son pays avec son livre Une paix royale, publié en 1995. Le livre raconte une histoire romancée, mélangeant fiction et réalité : un narrateur plus que quadragénaire se souvient de sa jeunesse et ses amours, du lieu de rencontre avec sa compagne actuelle et des activités de sa mère, de sa grand-mère dans sa roulotte et du premier vélo qu'il reçut d'elle pour son anniversaire. Il ne peut oublier la perte de ce cher premier vélo car le cycliste adolescent qu'il était fut bel et bien renversé par une grosse voiture de course conduite par deux membres éminents de la famille royale de Belgique. Une passion jubilante d'enquêteur le mène vers l'approfondissement de ces multiples thèmes encombrant trop légèrement sa mémoire. Il en vient à refaire à roue libre l'Histoire ou à retrouver d'autres histoires, en passant du cyclisme belge à la couronne belge à laquelle le lie cette rencontre fortuite. La princesse Lilian Baels et le prince Alexandre de Belgique, que l'auteur avait rencontrés au domaine royal d'Argenteuil, lui intentèrent un procès très médiatisé pour imposture. Mertens fut jugé et contraint de retirer quelques pages des éditions suivantes de son livre. Il reçut également le prix Jean-Monnet de littérature européenne du département de la Charente pour cet ouvrage.

## Œuvres
- L'Afrique de Pékin, Préface de Paul-Henri Spaak, 1966
- L'Inde ou l'Amérique, Seuil, Préface de Pierre Gascar 1969 (prix Victor Rossel)
- Le Niveau de la mer, L'Âge d'Homme, 1970
- La Fête des anciens, Seuil, 1971 - Prix Paul-Flat de l’Académie française 1973. Réditions aux Editions Les Eperonniers, avec une préface de Daniel Oster, 1983
- L'Imprescriptibilité des crimes de guerre et contre l'humanité, Édition de l'Université de Bruxelles, 1974
- Les Bons offices, Seuil, 1974. Nouvelle édition: "Le Talus d'Approche" 1994, préface de Régis Debray.
- Nécrologies, Jacques Antoine (éditeur), 1977
- Terre d'asile, Grasset, 1978. Réédition Labor-Actes Sud, collection Babel, préface de Michel del Castillo, 1989.
- Ombres au tableau, Fayard, 1982 (prix du roman de la CF)
- La Passion de Gilles, Actes Sud, 1982 (adapté en 1983 pour l'opéra homonyme de Philippe Boesmans)
- Terreurs, Talus d'approche, 1983
- Perdre, Fayard, 1984
- Berlin, Autrement, 1986
- Les Éblouissements, Seuil, 1987 (prix Médicis)
- Uwe Johnson, le scripteur de murs, Actes Sud, 1989
- L'Agent double, Complexe, 1989
- Lettres clandestines, Seuil, 1990
- Les Chutes centrales, Verdier, 1990
- Les Phoques de San Francisco, Seuil, 1991 - Prix de la nouvelle de l'Académie Française
- Flammes, théâtre, Actes Sud-Papiers, 1993
- Une paix royale, Seuil, 1995
- Collision et autres nouvelles, Actes Sud/Labor, 1995
- Une seconde patrie, Arléa, 1997
- L'oreille absolue, L'Ambedui, 1999
- Tout est feu, l'intégrale des entretiens Noms de Dieux d'Edmond Blattchen, Alice, 1999
- Rilke ou l'ange déchiré, La Renaissance du Livre, 2001
- Perasma, Seuil, 2001
- Écrire après Auschwitz ?, La Renaissance du Livre, 2003
- La violence et l'amnésie, Labor, 2004
- Le don d'avoir été vivant, Éditions Écriture, 2009
- Paysage sans Véronique, Éditions Les impressions nouvelles, 2025

## Textes et préfaces
- Préface à Stratégie d'une passion, de Nathalie Gassel, Éd. Luce Wilquin.

## Théâtre
- Les Bons offices a été créé en 1980 à l’Ensemble Théâtral Mobile dans une adaptation de Michèle Fabien et une mise en scène de Marc Liebens.

## Cinéma
- En 1980, la cinéaste Eva Houdova réalise Auto-stop (court-métrage de fiction d'après une nouvelle de Pierre Mertens, tourné en 35mm, 12 minutes 30 secondes)[4]
- Noël Godin a joué, dans plusieurs films de Jan Bucquoy, le rôle de Pierre Mertens. Par exemple dans La Vie sexuelle des Belges 1950-1978.

## Engagements
Comme le rappelle Jean-Pierre Orban, Pierre Mertens fut une figure importante de la vie culturelle belge d'après la Seconde Guerre mondiale. Il participe ainsi à d'importants débats politiques belges notamment autour de la belgitude.
À la fin du XXe siècle, il s'engage dans le combat contre l'antisémitisme.

## Sources
- « Recherche », sur lesoir.be (consulté le 31 décembre 2023)